# Doge (meme)

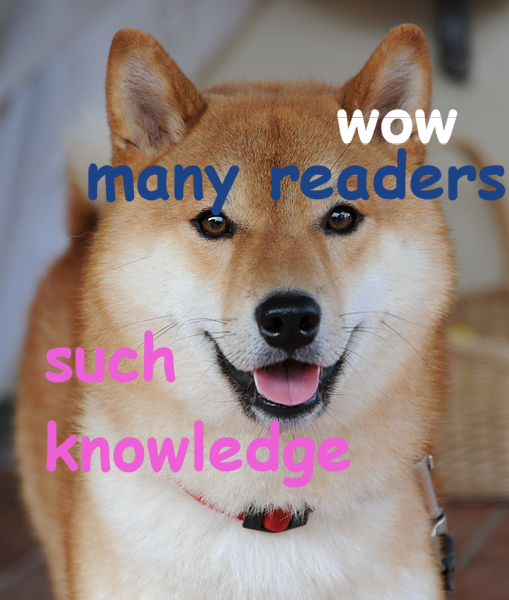
Esempio di meme ispirato al doge e dedicato a Wikipedia

Doge è un meme di Internet. Si tratta di un'immagine di un cane di razza shiba, accompagnata da un testo multicolore in carattere Comic Sans in primo piano. Il testo, che rappresenta una sorta di monologo interiore, è volutamente scritto in un inglese scorretto. 

## Storia
Il meme è basato sulla fotografia di uno shiba di nome Kabosu (2005-2024) datata 2010 e diventata popolare nel 2013, dopo che venne nominata "meme dell'anno" da Know Your Meme. Il cane e il rispettivo meme divennero celebri al punto che esiste una criptovaluta basata su di loro (Dogecoin) e diversi sondaggi e statistiche lo considerano uno dei migliori meme degli anni 2010.